# James Hopwood Jeans
James Hopwood Jeans   (Ormskirk, 11 de setembre de 1877 - Dorking, 16 de setembre de 1946) va ser un físic, atrònom i matemàtic anglès.

## Biografia
Va néixer a Ormskirk, Lancashire, Jeans va rebre educació a Merchant Taylors' School, Northwood, Wilson's Grammar School, Camberwell i el Trinity College de Cambridge, acabà Second Wrangler en la universitat en el Tripos de matemàtiques de 1898. Va donar classes a Cambridge, però el 1904 va anar a la universitat de Princeton com a professor de matemàtiques aplicades. Tornà a Cambridge el 1910.
En la física va fer importants en la teoria de la Mecànica quàntica, la radiació i l'evolució estel·lar. Va considerar incorrecta la teoria sobre la formació del sistema solar de Pierre-Simon Laplace proposant la teoria, no acceptada actualment, que els planetes s'havien format amb el material produït per una gairebé col·lisió d'un estel amb el Sol.
Jeans, junt amb Arthur Eddington, és el fundador de la cosmologia britànica. L'any 1928 Jeans va ser el primer a conjecturar la cosmologia de l'estat estable per una hipotètica creació contínua de matèria en l'univers Aquesta teoria va ser rebutjada el 1965 amb el descobriment de la radiació còsmica de fons i el big-bang.
Va escriure les monografies: The Dynamical Theory of Gases (1904), Theoretical Mechanics (1906), i Mathematical Theory of Electricity and Magnetism (1908). Després de jubilar-se el 1929, escriví molts llibres com per a un públic ampli: The Stars in Their Courses (1931), The Universe Around Us, Through Space and Time (1934), The New Background of Science (1933), i The Mysterious Universe. En aquests llibres exposà temes com la teoria de la relativitat i la cosmologia física.
Un dels seus majors descobriments és la longitud de Jeans, radi crític del núvol interstel·lar en l'espai. matemàticament s'expressa:
{\displaystyle \lambda _{J}={\sqrt {\frac {15k_{B}T}{4\pi Gm\rho }}}}
Una altra versió d'aquesta és la inestabilitat de Jeans.
Jeans també ajudà al descobriment de la Llei de Rayleigh–Jeans:
{\displaystyle f(\lambda )=8\pi c{\frac {k_{B}T}{\lambda ^{4}}}}

## Llibres
Disponibles online del Internet Archive:
- 1904. The Dynamical Theory of Gases
- 1906. Theoretical Mechanics
- 1908. Mathematical Theory of Electricity and Magnetism

Other:
- 1929. The Universe Around Us
- 1930. The Mysterious Universe
- 1931. The Stars in Their Courses
- 1933. The New Background of Science
- 1937. Science and Music
- 1942. Physics and Philosophy

## Homenatges
- El cràter de lalluna Jeans rep aquest nom per ell i també el cràter de Mart Jeans
- El quartet de corda No.7 per Robert Simpson va ser escrit en el centenari del seu naixement, 1977.